# Dimmuborgir
Pour l’article homonyme, voir Dimmu Borgir.

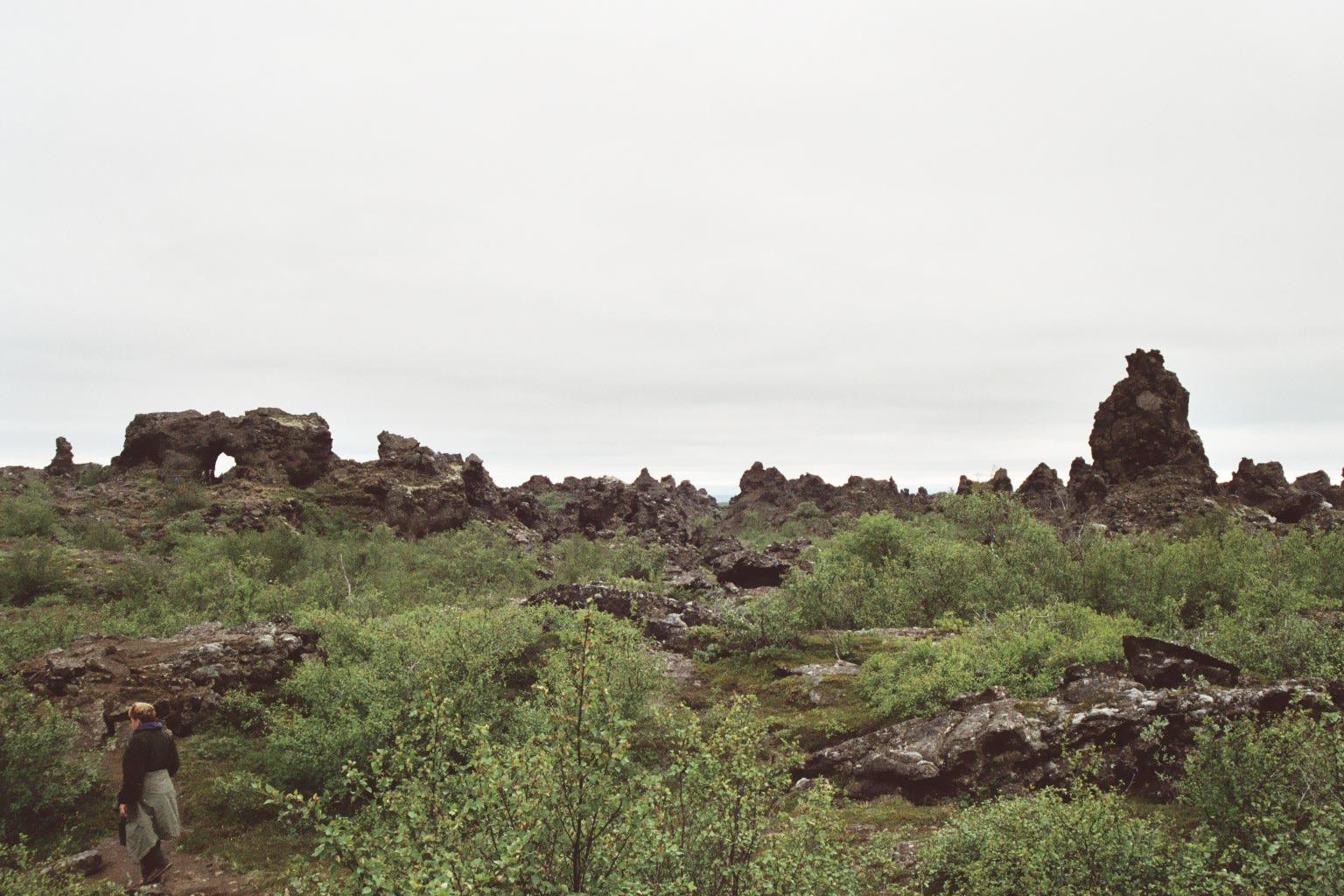
Rochers de Dimmuborgir.

Dimmuborgir est une formation volcanique située dans la région du lac Mývatn, en Islande.
Son nom, signifiant « châteaux sombres », est dû aux formations de lave en forme de colonnes. Ces formations sont dues à l'érosion d'un lac de lave situé à l'origine sur des terrains humides.
Dimmuborgir a donné son nom au groupe de black metal symphonique norvégien Dimmu Borgir.
Selon la légende, Grýla et son troisième mari Leppalúði auraient vécu dans une cave sous le Dimmuborgir.